# 広徳寺 (埼玉県川島町)
広徳寺（こうとくじ）は、埼玉県比企郡川島町にある真言宗豊山派の寺院である。山号は大御山（おおみさん）。院号は西福院。本尊は五大明王。

## 歴史
この寺は、「平家物語」に名が見える源頼朝の家臣三尾谷（水尾谷）広徳の開基により創建されたと伝えられる。1399年（応永6年）宥範によって中興され、江戸時代には大御堂領として江戸幕府から朱印状が与えられた。

## 文化財

### 重要文化財（国指定）
- 大御堂[2] - 室町時代後期（1467年-1572年）の建立。桁行三間、梁間三間、一重、寄棟造、茅葺。昭和13年（1938年）07月04日指定。

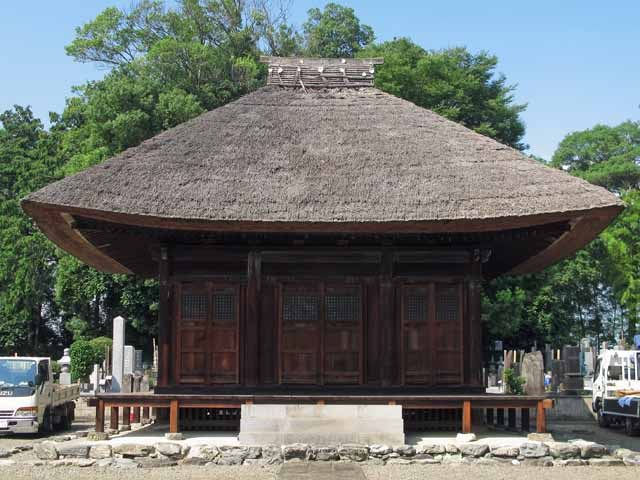
大御堂